# Джулвез
Джулвез (рум. Giulvăz) — село у повіті Тіміш в Румунії. Входить до складу комуни Джулвез.
Село розташоване на відстані 420 км на захід від Бухареста, 30 км на південний захід від Тімішоари.

## Населення
За даними перепису населення 2002 року у селі проживали 1144 особи.
Національний склад населення села:
| Національність | Кількість осіб | Відсоток |
| -------------- | -------------- | -------- |
| румуни         | 991            | 86,6%    |
| цигани         | 87             | 7,6%     |
| угорці         | 31             | 2,7%     |
| німці          | 23             | 2,0%     |
| серби          | 7              | 0,6%     |

Рідною мовою назвали:
| Мова      | Кількість осіб | Відсоток |
| --------- | -------------- | -------- |
| румунська | 1016           | 88,8%    |
| циганська | 87             | 7,6%     |
| німецька  | 20             | 1,7%     |
| угорська  | 12             | 1,0%     |
| сербська  | 6              | 0,5%     |